# Rhabdochaeta pluscula
Rhabdochaeta pluscula är en tvåvingeart som beskrevs av Hardy 1970. Rhabdochaeta pluscula ingår i släktet Rhabdochaeta och familjen borrflugor. Inga underarter finns listade i Catalogue of Life.